# Impressora òptica
Una impresora òptica és un dispositiu que consisteix en un o més projectors de pel·lícula connectats mecànicament a una càmera cinematográfica. Permet la re-fotogració d'una o més cintes de pel·lícula, normalment per a afegir efectes de muntatje o efectes especials i per copiar o restaurar material antic filmat anteriorment.
Els efectes òptics més comuns són la variació de velocitats (càmara lenta i ràpida), processament "matte" (combinar dos o més imatges en un sol fotograma), i transicións com foses i encadenats. Però, es pot utilitzar per a modificacions més complexes amb diferents capes i efectes.

## Història

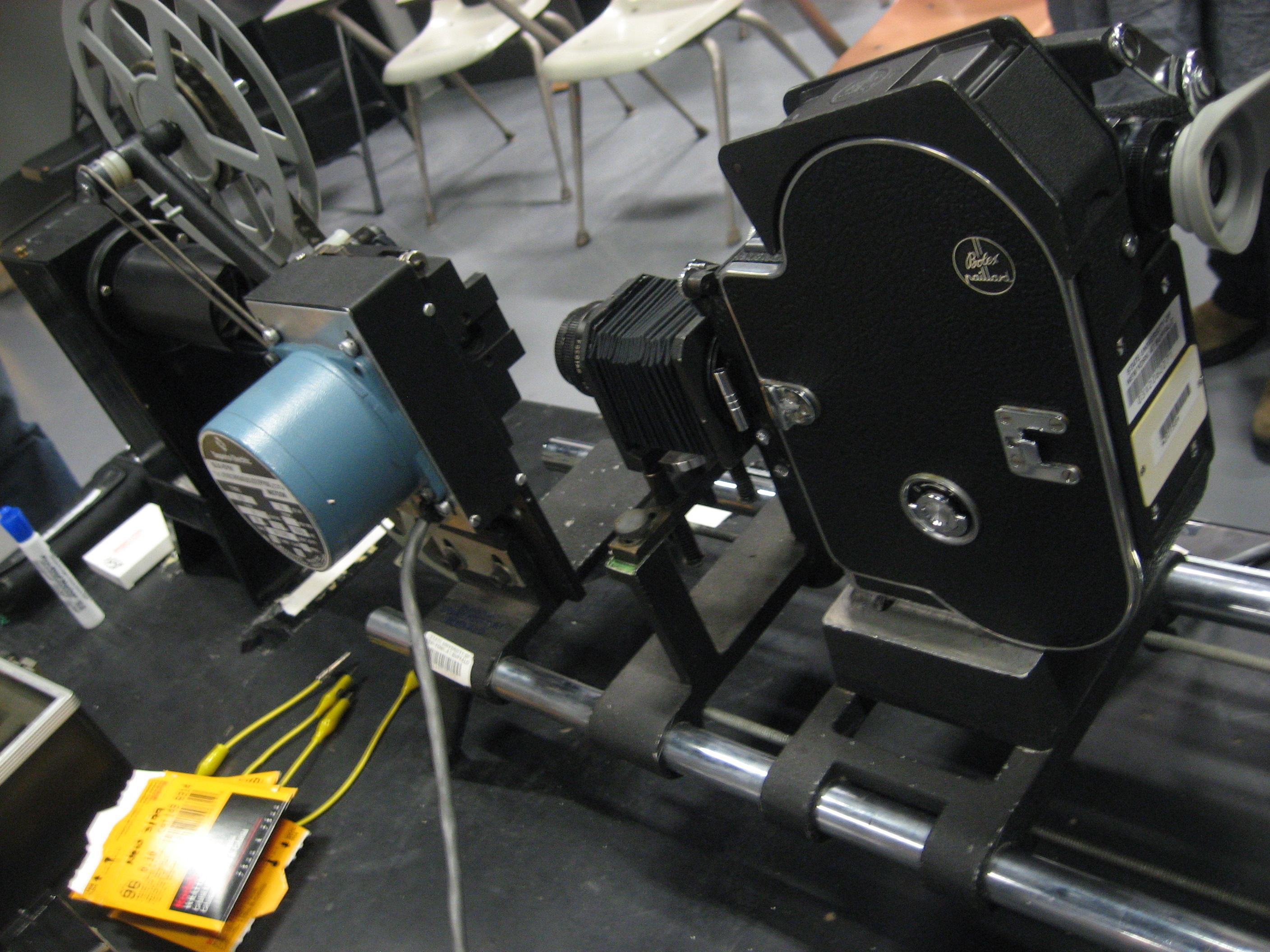
Optical printer de 16 mm utilitzant una càmara Bolex.

La primera optical printer va ser construïda a principis de la decada de 1920. Durant els anys 30 va continuar sent desenvolupada per Linwood G. Dunn, i durant la Segona Guerra Mundial quan la construcció d'optical printers portables va ser comisionada per les forces armades dels Estats Units per a les seves unitats de fotografia. Durant la decada de 1970 era la principal eina per a efectes especials en superproduccions i per manipular la pel·lícula en el cinema experimental i a finals de 1980 l'ús d'efectes optics va quedar substituït per les noves tecnologies d'edició digital i per ordinadors, amb les que era molt més fàcil editar i després transferir altre cop a cel·luloide.
Actualment les optical printers s'utilitzen quasi exclusivament per cineastes experimentals i per la restauració fotoquímica de pel·lícules que no poden ser restaurades digitalment (per exemple si s'ha pintat directament sobre el cel·luloide), però el seu ús és considerat generalment obsolet.

## Funcionament
Cada re-impressió de la imatge degrada la pel·lícula, com una fotocòpia. Depenent de la qualitat de la copia de contacte, la impressió pot ser perfecta o pot emfatitzar el gra i altres imperfeccions de la pel·lícula original. Altres dificultats al copiar utilitzant optical printers és la imprecisió del color que era difícil que fos exacte a la copia original, pel que només es re-fotografiaba el segment que es volia editar i s'unía al original, a vegades resultant en canvis obvis en la qualitat d'imatge.
Normalment per evitar errors d'alineació en la imatge quan es treballava amb més d'una copia o amb procés matte, les parts que anaven a ser manipulades es rodaven amb un format més gran que el del projecte sencer.

## Efectes visuals produïts amb la impressora òptica

### Transicions
En un principi, les transicions, com els fos a negre o els encadenats, eren responsables d'un operador de càmera experimentat que havia de realitzar-les durant el rodatge, però amb l'arribada de les impressores òptiques, aquests efectes es van poder realitzar posteriorment, amb més control i sense perill de fer malbé el negatiu original.
- Per produir un fos a negre, es carrega un còpia positiva del metratge de la escena en el cap de la impressora i es re-fotografia a un fotograma a fotograma amb la càmera. El fos es produeix tancant progressivament l'obturador de la càmera, reduint la quantitat de llum que entra i arriba a la nova còpia del metratge.

- Per crear un encadenat d'una escena a una altra, l'editor estudia les dues peces de metratge i marca on començarà l'encadenat i on acabarà. Es carrega la toma de la primera escena en el cap de la impressora i es re-fotografia mentre es tanca gradualment l'obturador per produir un fos convencional. Llavors, es carrega la toma de la segona escena en el cap de la impressora i es realitza una segona exposició al metratge amb el que s'ha re-fotografiat en la primera escena. Aquest cop, l'obturador s'obre gradualment, en el mateix període en el que abans s'havia tancat. La segona escena apareixerà gradualment al mateix temps que la primera es fon a negre, apareixent en conjunt com un encadenat d'una a l'altre.

A més d'aquestes transicions bàsiques, es poden aconseguir una gran varietat de transicions elaborades. Un simple escombrat d'una toma a una altra es produeix ajustant la càmera amb una “cortineta” que es desplaça mecànicament. Mentre es còpia la primera toma, la cortineta es desplaça horitzontalment, verticalment o diagonalment, enfosquint progressivament la imatge i deixant una porció del fotograma sense exposar. La pel·lícula de la càmera es torna a exposar mentre es passa per la impressora la segona toma, i la cortineta repeteix el moviment però a la inversa, imprimint la segona toma sobre les zones no exposades de la pel·lícula. El resultat és una transició en que una toma és reemplaçada per una altra a mesura que l'escombrat travessa la pantalla.
Lliscant el cap del projector cap a un costat a la mateixa velocitat que la cortineta de l'escombrat, l'escombrat pot convertir-se en un efecte d'empenta, una imatge empenta a l'altre fora de la pantalla.

### Trucs òptics
La impressora òptica, en un principi utilitzada per còpies simples o transicions, pot convertir-se en una eina principal de manipulació creativa del metratge d'una pel·lícula, i encara avui en dia és utilitzada per alguns realitzadors:
- Si una escena de persecució requereix de més impacte, cada 3 o 4 fotogrames es pot saltar un fotograma durant la impressió per accelerar l'acció. Per una altra banda, una escena que sembla massa ràpida pot tenir fotogrames impresos dos cops per alentir l'acció. Projectant i copiant un únic fotograma, es pot produir una imatge congelada (una tècnica empleada per L. B. Abbot en la presa final de Butch Cassidy and the Sundance Kid, 1969)
- Desplaçant la càmera més propera al projector, la imatge original pot ser re-enquadrada, potser per eliminar un objecte indesitjat com un micròfon o per convertir un pla general en un primer pla.
- Una pres filmada originalment sense moviment de càmera pot animar-se afegint una panoràmica o un zoom durant el procés de còpia. Inclinant la càmera de costat a costat durant la impressió afegeix l'efecte del balanç del mar a elements rodats en estudis de manera fixa.
- Afegint filtres a la càmera es poden convertir escenes rodades de dia a nit, convertir un dia clar en boirós o afegir una brillant posta de sol a un cel ennuvolat.
- Simples màscares de tall poden produir preses a través de l'ull d'un pany o les vistes des dels binoculars o dels periscopis. També, amb processos similars es pot salvar metratge que d'una altre manera podria ser inutilitzable. Durant l'edició de Flaming Gold (1933), es va notar que un camió que passava tenia una frase objectable escrita en un costat. El metratge fou enviat al departament òptic, on es va situar una diapositiva de cristall davant la càmera i les paraules ofensives van ser esborrades amb un fi llapis de grassa. La diapositiva es va moure fotograma a fotograma per a seguir al camió mentre passava a través de la presa , i les paraules en qüestió van quedar borroses sense que notés.
- Tapant diverses àrees del negatiu de la càmera, es poden realitzar varies exposicions diferents en un sol fotograma de pel·lícula per crear complexes preses amb múltiples imatges. Per crear una presa amb 4 imatges diferents, per exemple, un dispositiu mat és ranurat davant de la càmera per obscurir tres quartes parts del fotograma. Llavors es projecta una imatge sobre la zona no tapada del film. Després, la pel·lícula que hi ha a la càmera és rebobinada i s'insereix una nova màscara, revelant aquest cop un altre quart diferent del fotograma. S'imprimeix una altra imatge en aquesta àrea, i així fins que cada quart del fotograma ha sigut exposat amb una imatge diferent. Aquest mètode es va utilitzar en Grand Prix (1966), on múltiples imatges informaven a l'espectador dels diferents esdeveniments que succeïen simultàniament en una carrera d'automòbils.
- Sofisticades preses de pantalla dividida en moviments poden aconseguir-se enterament en la impressora utilitzant una variació de la cortineta mòbil utilitzada per produir transicions d'escombrat. Escenes que requereixen la interacció de dos elements que no poden ser rodats al mateix temps poden, en canvi, rodar-se en dues preses i després imprimir-les juntes de manera selectiva per crear una composició convincent. Per algunes escenes de Un home fenomen (1945), Danny Kaye havia d'interpretar uns bessons idèntics. Sota la supervisió de John P. Fulton, cada presa fou rodada dos cops (una per cada bessó), i en cada una els moviments de l'actor eren planificats acuradament per correspondre als del seu “bessó”. Durant el rodatge, la càmera romania fixa en una posició, i es vigilava que l'actor no entrés en la part de la presa que anava a ocupar el seu bessó més tard. En el departament òptic, les imatges d'un dels metratges eren projectades sobre la càmera. Quan es mostrava el primer bessó, es posava un dispositiu opac que dividia la pantalla, assegurant que tan sols l'àrea ocupada per l'actor quedava exposada. Després es rebobinava el film de la càmera i s'imprimia el metratge del segon bessó en ell, utilitzant un dispositiu opac invers al primer, per exposar solament les parts no exposades en la primera impressió. Assegurar-se que els dos dispositius opacs en moviment es complementessin fotograma a fotograma era un treball de precisió, però els resultats van permetre a dos Danny Kaye actuar junts de manera convincent, caminant d'un costat a l'altre del fotograma de manera que amb una càmera de pantalla dividida hagués sigut impossible.[6]

### Composició òptica
Les impressores òptiques s'han utilitzat per crear molts trucs visuals, encara que potser la seva funció més important fos combinar múltiples elements de tomes travelling matte per crear una imatge composta final. (Actualment les tècniques de composició digital han superat àmpliament els mètodes de composició òptica, tot i que aquests últims encara s'utilitzen).

## Errors comuns de la impressió òptica
Com en qualsevol procés analògic, cada re-impressió degrada el fotograma, com una fotocòpia d'una fotocòpia. La còpia per contacte ben realitzada crea, generalment, menys degradacions, sempre que el contacte entre el negatiu i la pel·lícula impresa sigui perfecte, sinó, la impressió òptica pot emfatitzar el gra i qualsevol imperfecció del negatiu. També, cada cop que una peça de pel·lícula nova i diferent és exposada i impresa, és un problema emparellar els colors. Normalment, el treball d'impressora va estar limitat solament a les parts que necessitaven un efecte d'encadenat. El metratge original era empalmat en el mig pla amb la peça impresa òpticament, i sovint provocava un canvi obvi de la qualitat de la imatge quan la transició succeïa.
Altres resultats problemàtics depenen de l'efecte buscat, sobretot la inexactitud d'alineació en la composició matte. Per aquesta raó, les tomes que havien de ser manipulades a través de la impressora òptica eren sovint rodades en formats de pel·lícula més grans que la resta del projecte. Per això, formats obsolets com VistaVisión van continuar en ús molts anys després d'haver sigut abandonats pel rodatge convencional d'escena, perquè la gran mesura del seu fotograma proporcionava més claredat, reduint la mida del gra quan es re-imprimia i els problemes de l'alineació, que ja no eren notoris.
Hi ha errors, però, que no depenen de la impressora òptica, sinó dels detalls.

## Procés de restauració
Depenent del grau en el que està danyada la pel·lícula el procés de restauració és més fàcil o més complex. En el procés normal de còpia amb una optical printer, la llum col·limada incideix la base de la pel·lícula des de darrere de forma que en la còpia duplicada les rascades i imperfeccions queden exposades més iluminades o més fosques (depén de si es copia des d'un original negatiu o positiu) creant aberracions al corbar-se la llum, causada per la diferència de l'índex de refracció de l'aire i la base transparent de la pel·lícula.

### Wet gate printing
La finestra del projector és el mecanisme que subjecta la pel·lícula durant l'exposició de la mateixa. El wet gate printing consisteix en recobrir aquesta finestra amb un liquid (normalment fluid de percloretilé) que recobreix la pel·lícula mentres es filma, eliminant les aberracions en la refracció recobrint les parts del cel·luloide afectades amb una capa del mateix índex de refracció evitant que les parts entrin en contacte amb l'aire i, per tant, evitant que quedin exposades en la nova copia. Aquest procés només funciona amb defectes lleus i sería inefectiu si el cantó de la emulsió és l'afectat.

## Impressores òptiques múltiples

### El Quad
Les impressores òptiques consisteixen tradicionalment en un o dos projectors, però per fer front a la demanda creixent de les modernes preses d'efectes especials, els departaments òptics van començar a construir màquines amb projectors addicionals. Per tant, es van arribar a construir impressores òptiques de 3 i, fins i tot, 4 projectors.
Pel treball de ILM (Industrial Light and Magic) en L'Imperi Contraataca (1980), el supervisor d'efectes Richard Endlund va dissenyar una impressora òptica de 4 capçals, guanyadora d'un premi de l'Acadèmia conegut com el "Quad". "El Quad era un gran estalvi de temps quan estàvem component en L'imperi contraataca" recorda Endlund. "El Quad tenia dos projectors muntats en angle recte amb altres dos projectors. Els projectors, que podien maniobrar amb el format estándar de 35 mmm i amb pel·lícula VistaVision, projectarien les seves imatges en un prisma divisor del feix que els combinava i els redirigia a la càmera. Utilitzant el Quad, un travelling mat simple pot crear-se en una sola passada, mentre que preses complicades que contenien diversos centenars d'elements, com els de la persecució del camp d'asteroides en L'imperi contraataca, es podien aconseguir en una fracció del temps que hauria suposat fer-ho amb una impressora tradicional."
El Quad de Edlund va ser la primera impressora a utilitzar lents telecéntricas especialment construïdes, la qual cosa va ajudar a crear preses mat de gran precisió. "Quan les lents normals emeten llum, aquesta viatja cap a fora en forma cònica" explica Endlund. "Quan canvies l'enfocament d'alguna cosa, no només es desenfoca, també canvia de mida. Però les lents telecéntricas emeten feixos de llum totalment paral·lels, la qual cosa significa que podem alterar l'enfocament del mat, però no canviarà de mida, com succeiria normalment. En conclusió, podíem tenir un mat en el projector posterior de la impressora i l'element de separació de color en el projector frontal. Llavors podíem canviar l'enfocament del mat lleugerament per desenfocar les vores i encaixar millor l'element. Això ens va permetre algunes preses mat extremadament fines".

### Impressores òptiques amb microordinadors
A mitjans dels anys 80, els ordinadors havien començat a afectar totes les àrees de la producció de pel·lícules, i van ser incorporats a les noves impressores òptiques per permetre un control precís i repetible de l'enfocament, la càmera, el moviment del projector i els nivells d'exposició. "En Boss Films vam construir dos de les impressores òptiques més precises mai construïdes" afirma Endlund. "El ZAP (impressora òptica aèria) i la Super Printer eren impressores de 70 mm absolutament fiables. Podíem controlar la precisió de l'ajust del mat en mil·lèsimes de centímetre. Però el procés fotoquímic de la impressió òptica és, en última instància, defectuós. Gastem centenars de milers de dòlars construint equips de precisió i controlant cada fase del procés el millor que podíem. Però els processos òptics són afectats per variables com la temperatura, la qualitat del bany químic utilitzat pel laboratori per revelar la pel·lícula aquell dia, canvis de voltatge, llums febles, filtres esvaïts, etcètera. Hi ha tantes variables que fins i tot amb el millor equip del món, una bona composició òptica es confia parcialment en ciència, habilitat i en una mica de bona sort".